# Едвін Рей Ланкестер
Едвін Рей Ланкестер (англ. Edwin Ray Lankester; 15 травня 1847 — 15 серпня 1929) — британський зоолог, популяризатор науки.
Член Лондонського королівського товариства (1875), іноземний член-кореспондент Петербурзької академії наук (1895), іноземний член Національної академії наук США (1903), Паризької академії наук (1910; кореспондент з 1899).